# Музей зоології хребетних
Музе́й зооло́гії хребе́тних (англ. Museum of Vertebrate Zoology) — це музей природної історії в Університеті Каліфорнії, Берклі, США. Музей був заснований філантропкою Енні Монтегю Олександер у 1908 році.

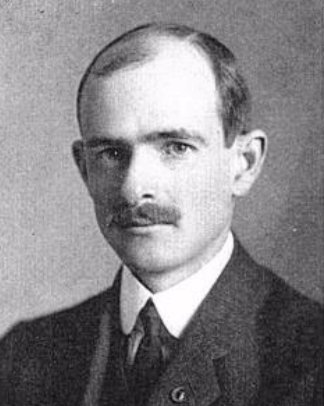
Джозеф Ґріннел у 1904 році.

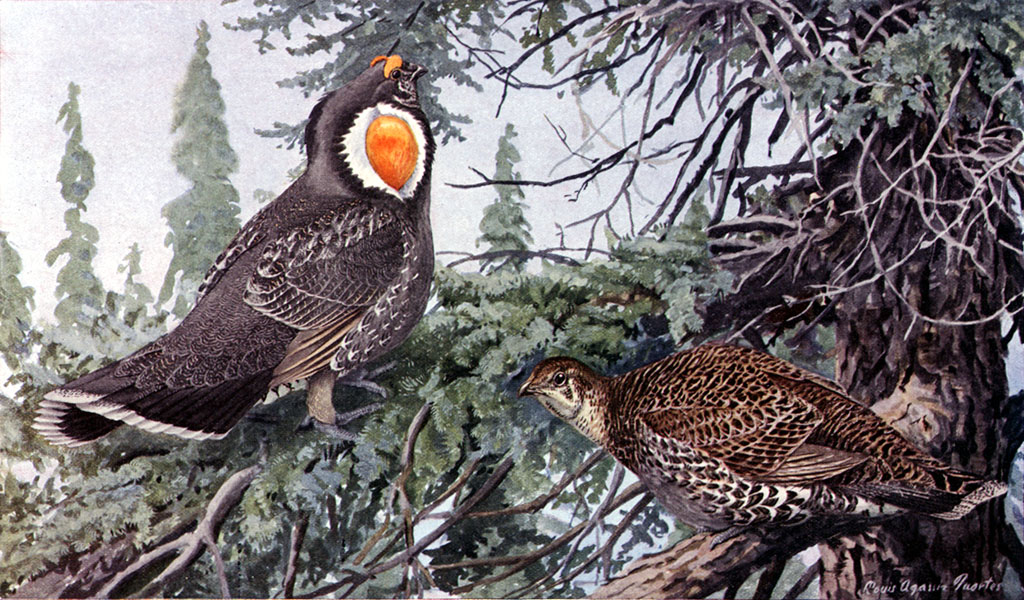
Експонати Музею зоології хребетних.

Олександер порекомендувала зоолога Джозефа Ґріннеля (1877-1939) на посаду директора музею, яку він займав до своєї смерті в 1939 році.
Музей став вагомим центром для вивчення біології хребетних і еволюції на західному узбережжі, поряд з іншими великими музеями природної історії у США.
Він має одну з найбільших національних наукових колекцій ссавців, птахів, амфібій і рептилій, і найбільшу колекцію ніж будь-який університетський музей. Музей розташований на території Каліфорнійського Університету в Берклі, в Будинку Наук про життя в долині (англ. Valley Life Sciences Building), на 3-му поверху, вхід біля кімнати 3101.